# Эдильбиев, Магомед Русланович
Магомед Русланович Эдильбиев (род. 8 августа 1997 года, Грозный) — российский дзюдоист, мастер спорта России.

## Биография
Родился 8 августа 1997 года в Грозном. Завоевал бронзовую медаль на Открытом чемпионате Софии в 2020 году. Взял золото на международном турнире «Asian Judo Open Aktau 2021». Кубок Европы Германия 2017 год, Кубок Европы Оренбург 2017 год, Национальный чемпионат до 23 лет 2017 год.

## Спортивные результаты
- На Первенстве России до 23-х лет 2017 года в Кемерово занял 3 место.
- В 2019 году занял 3 место на XIX Всероссийских соревнованиях по дзюдо среди мужчин памяти МСМК, двукратного чемпиона СССР, чемпиона Европы М. Парчиева.
- Чемпионат России по дзюдо 2019 года в Назрани — ;
- Завоевал 2 место на Чемпионате СКФО года 2019 в городе Назрани
- В 2020 году занял 3 место на Открытом турнире Европы в городе Софии.
- В 2021 году занял 1 место на Международном турнире «Asian Judo Open Aktau 2021».
- Чемпионат СКФО 2021 года, город Грозный — ;
- Чемпионат СКФО 2022 года, город Грозный — ;
- Кубок России по дзюдо 2023 — .